# Rigny-sur-Arroux
 Rigny-sur-Arroux  es una población y comuna francesa, en la región de Borgoña, departamento de Saona y Loira, en el distrito de Charolles y cantón de Gueugnon.

## Demografía
| 727 | 687 | 619 | 605 | 667 | 617 |
| Para los censos de 1962 a 1999 la población legal corresponde a la población sin duplicidades (Fuente: INSEE [Consultar]) |     |     |     |     |     |